# Zimna Woda (Lubin)

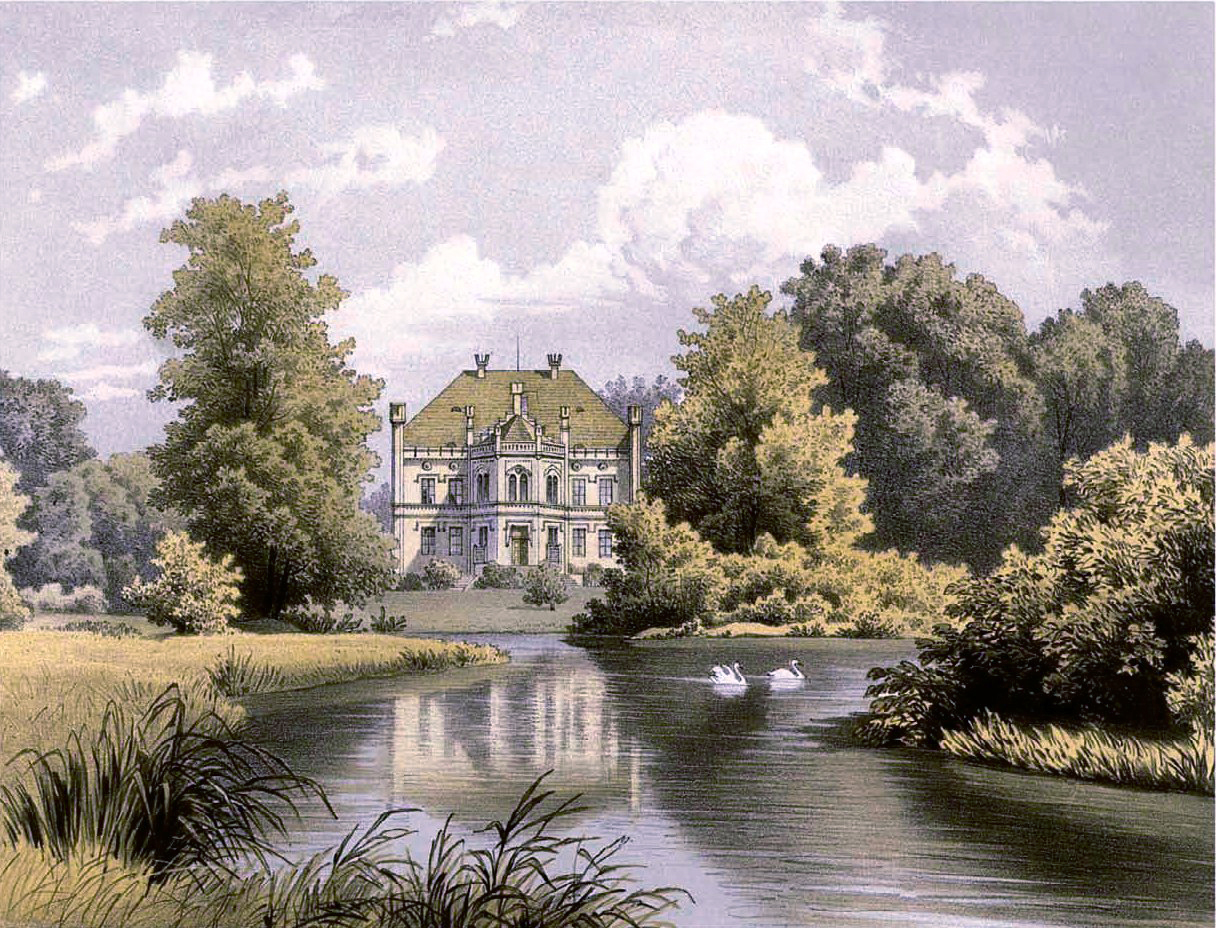
Rittergut Kaltwasser um 1860, Sammlung Alexander Duncker

Zimna Woda (deutsch: Kaltwasser) ist ein Dorf in der Landgemeinde Lubin (Lüben) im Powiat Lubiński der Woiwodschaft Niederschlesien in Polen. Von 1975 bis 1998 gehörte es zur Woiwodschaft Legnica.

## Geographische Lage
Zimna Woda liegt in der mittelschlesischen Ebene in einem großen Waldgebiet zwischen Lubin und Legnica (Liegnitz).

## Geschichte
Der Ort wurde bereits 1361, die Pfarrkirche 1399 erwähnt. Der Name Kaltwasser geht wahrscheinlich auf das hoch stehende Grundwasser zurück. 1419 wurde es als „Kaldinwasser“ erwähnt.
1507 besaß es Nikolaus von Axleben, 1649 der Graf Pompeji und danach der Graf von Gözze.
Um 1789 lebten 355 Einwohner im Ort.
1845 sind 584 Einwohner aufgezeichnet.
Durch die Drainierung von feuchten Wiesen und Mooren wurde die landwirtschaftliche Nutzfläche zunehmend vergrößert.
1912 besaß Frau Oberst von Briesen das Schloss und ab 1932 Arno Matthes.
Neben der Land- und Forstwirtschaft verfügte der Ort um 1927 über eine Schmiede, Tischlereien, Schuhmacher, Fleischerei und eine Gastwirtschaft.
Vor Beginn des Zweiten Weltkrieges 1939 wohnten 421 Einwohner in 125 Haushalten in Kaltwasser.
Durch die als Niederschlesische Operation bezeichnete Offensive der Roten Armee ab dem 8. Februar 1945 brach die deutsche Front an der Oder zusammen. Innerhalb eines Tages drangen Panzereinheiten bis zu 60 km vor. Die deutsche Zivilbevölkerung verließ innerhalb weniger Stunden überstürzt in einem Treck aus Fuhrwerken Kaltwasser und floh bei Temperaturen bis zu −20 Grad Celsius in Richtung Görlitz. Eine Rückkehr war nach Ende des Krieges unmöglich. Bei Kämpfen in den Wäldern um Kaltwasser wurden am 9. Februar 1945 die deutschen Einheiten, welche einen Gegenstoß in Richtung Lüben führen sollten, zerschlagen.

## Denkmäler und Sehenswürdigkeiten

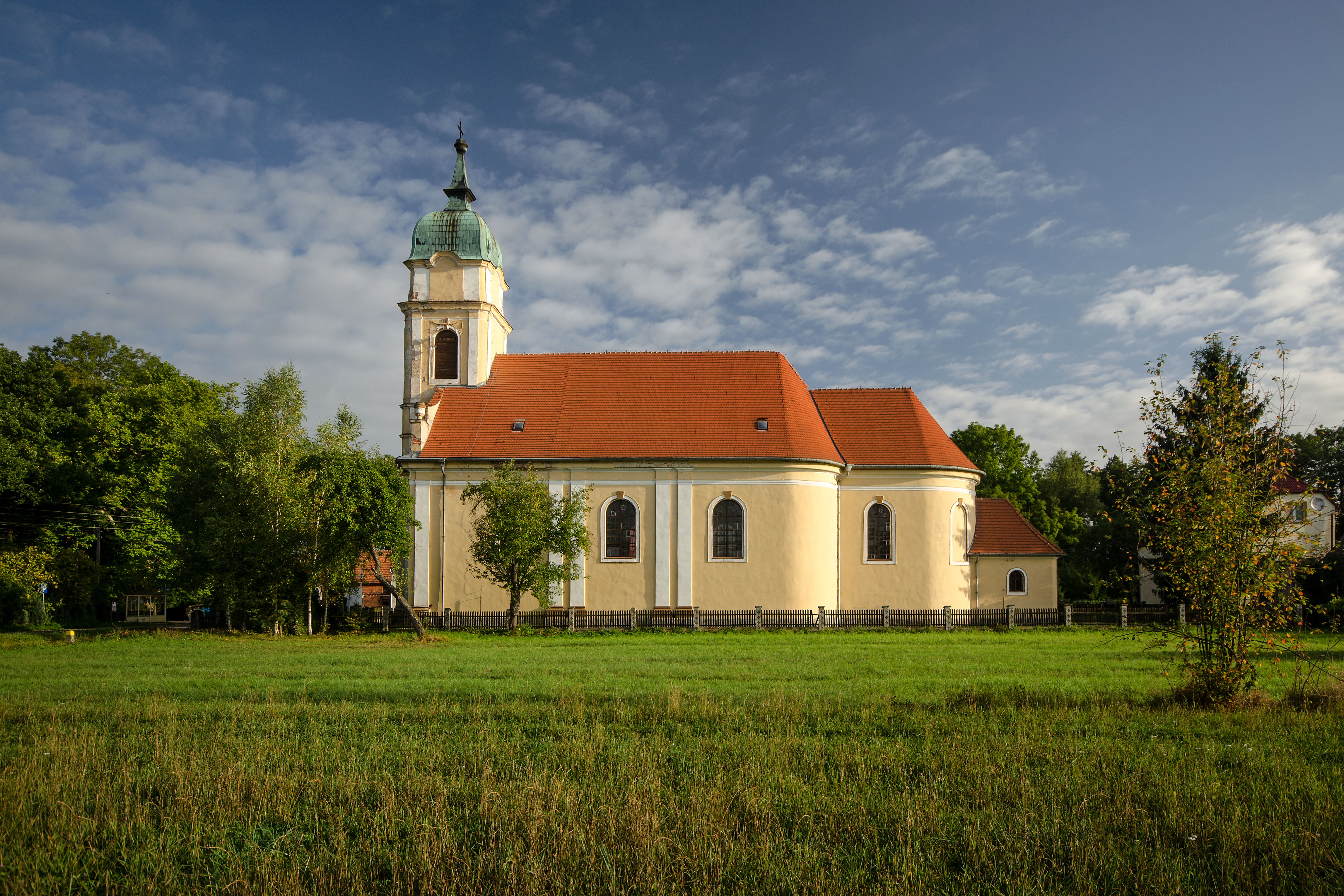
Römisch-katholische Kirche

Als Denkmale sind die Pfarrkirche der römisch-katholischen Kirche zur Heilige Dreifaltigkeit, erbaut in den Jahren 1794–1797 und die ehemalige evangelische Kirche (seit 1997 orthodoxe Gemeinde) mit Friedhof, sowie der Schlosspark angelegt nach 1860, registriert.
Das Schloss wurde nach Einnahme durch die alliierten Truppen durch Brandstiftung vernichtet.

## Naturschutzgebiet Zimna Woda
Das Wald Naturschutzgebiet „Rezerwat przyrody Zimna Woda“ umfasst eine Fläche von 59,82 Hektar. Es wurde am 19. Februar 1987 ausgewiesen. Ziel ist der Schutz des natürlichen Bestandes aus monumentalen Weißbuchen und vielen weiteren Arten von seltenen und geschützten Pflanzen.